# Jöns Thulin

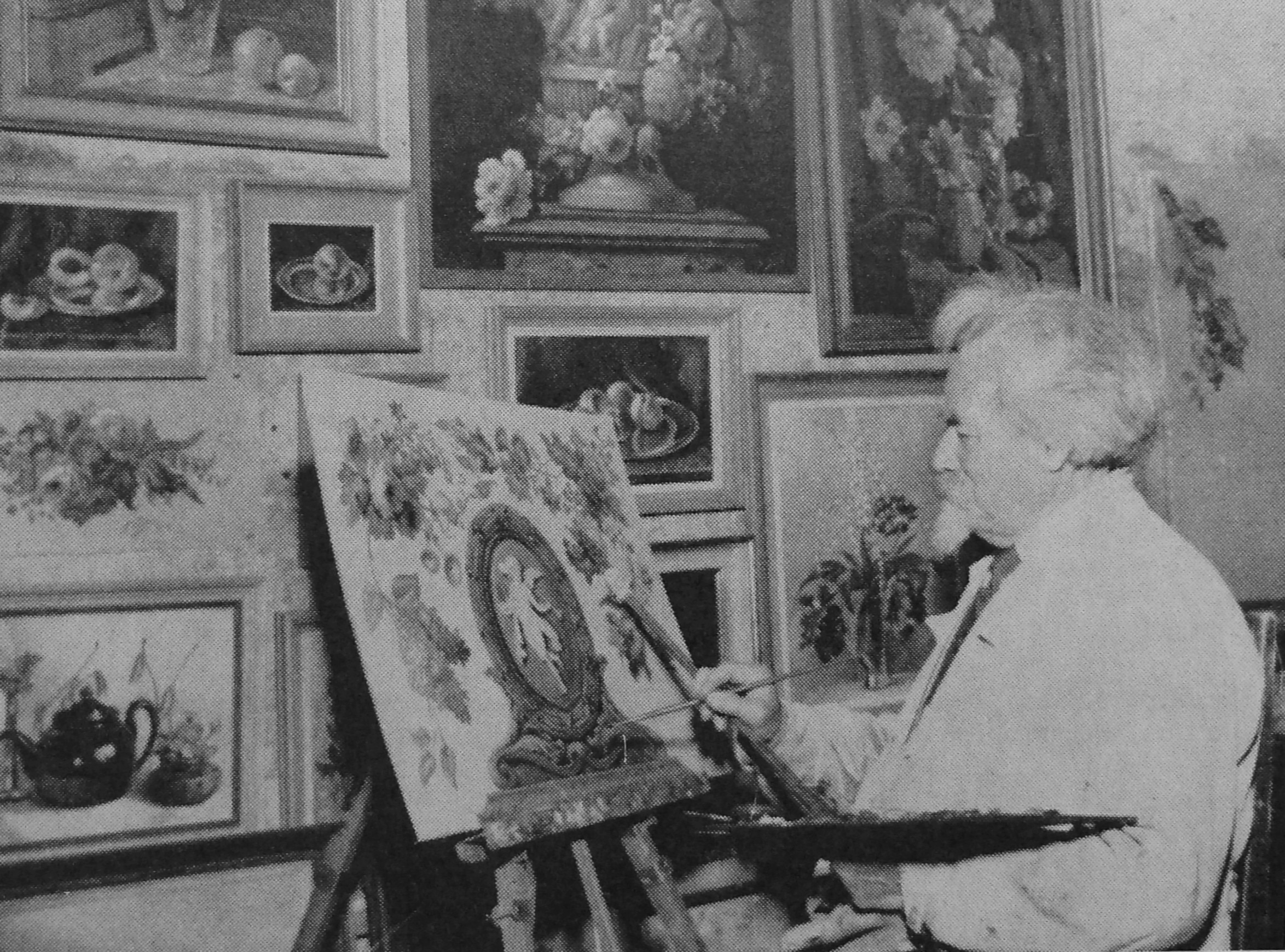
Jöns Thulin i sin ateljé 1959.

Jöns Truedsson Thulin, född 27 november 1 april 1867 i Örtofta, Malmöhus län, död 1 april 1963 i Stockholm var en svensk dekorationsmålare,  målare och konsthantverkare.

## Biografi
Thulin var son till snickaren Trued Magnusson och Kjersti Jönsdotter och från 1900 gift med Amalia-Serafia Edblom. Thulin studerade för Fredrik Krebs vid Tekniska skolan i Lund 1884–1887 och vid Tekniska skolan i Stockholm 1888–1889 och fullföljde sin utbildning som gesäll i Bonn 1890–1895 och vid ateljé Fälz i Paris 1898–1900 samt i Italien. Från och med 1901 var han bosatt i Stockholm där han vid sidan av sin egen verksamhet var timlärare i ornamentateckning vid Stockholms stads yrkesskola 1926–1932. Han tilldelades Kommerskollegiums stipendium 1889–1899 och stipendium för studier i Tyskland och Frankrike 1921. 
Han har målat blomsterstilleben, samt dekorativa arbeten, särskilt klassiska ornament i rumsinredningar. Jöns Thulin utförde främst dekorationsarbeten i kyrkor, slott, herrgårdar och andra privatbostäder i Mellansverige. Han deltog sällan i utställningar men tillsammans med Ella Nilsson ställde han ut på Mässhallen i Stockholm 1937. 
Han målade framför allt efter de klassiska stilmönstren och hämtade inspiration från den italienska renässansen och det antika måleriet, så som det är känt från Pompeji. Thulin utförde bland annat en hallfris i Konstnärshuset, tre stilrum på Nordiska Kompaniet och en kortväggsmålning i Altuna kyrka, målningar i Sofia kyrka efter Gustaf Hermanssons skisser samt arbeten på Gripsholms slott, Tullgarns slott och Ökna slott. 
Thulin samarbetade även med Nils Asplund gällande väggmålningarna på Metropolpalatsets biograf ”Lyran” (invigd 1927) och Hallwylska palatset (invigd 1898). I båda byggnaderna arbetade de med pompeji-inspirerade dekorationer. Thulin var ledamot av konsthantverkarnas gille.

## Väggmålninger i Metropolpalatset, urval

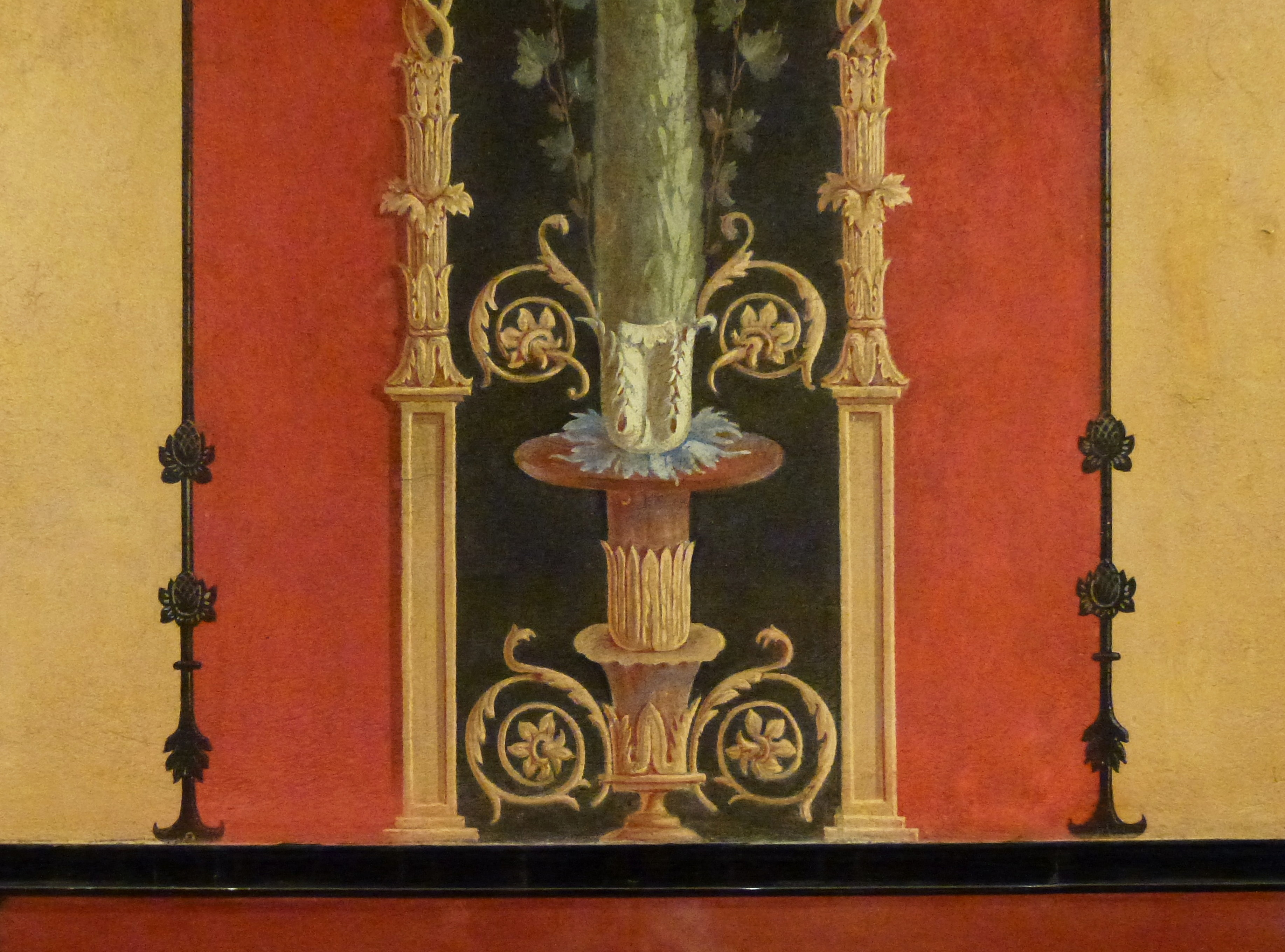
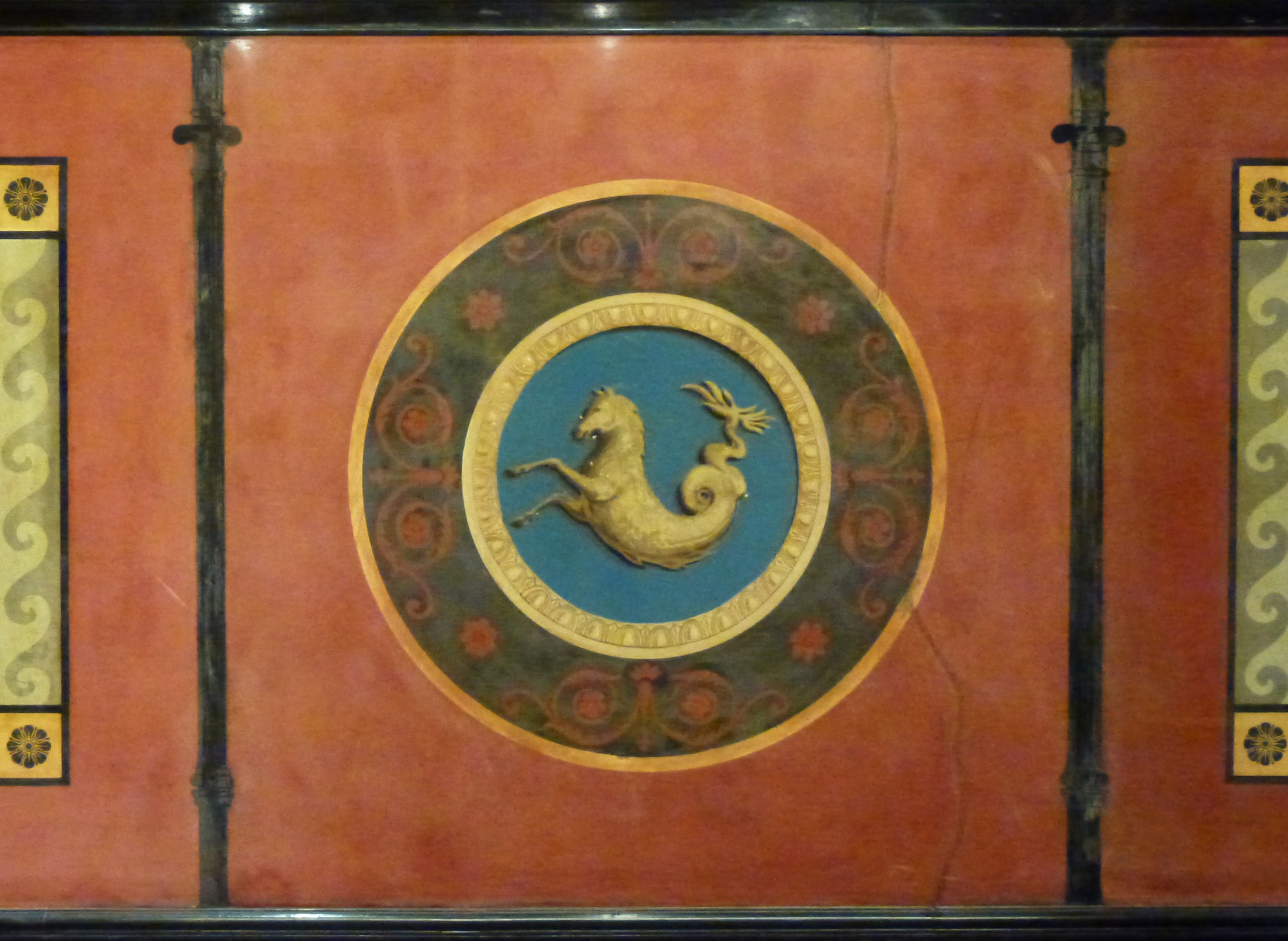
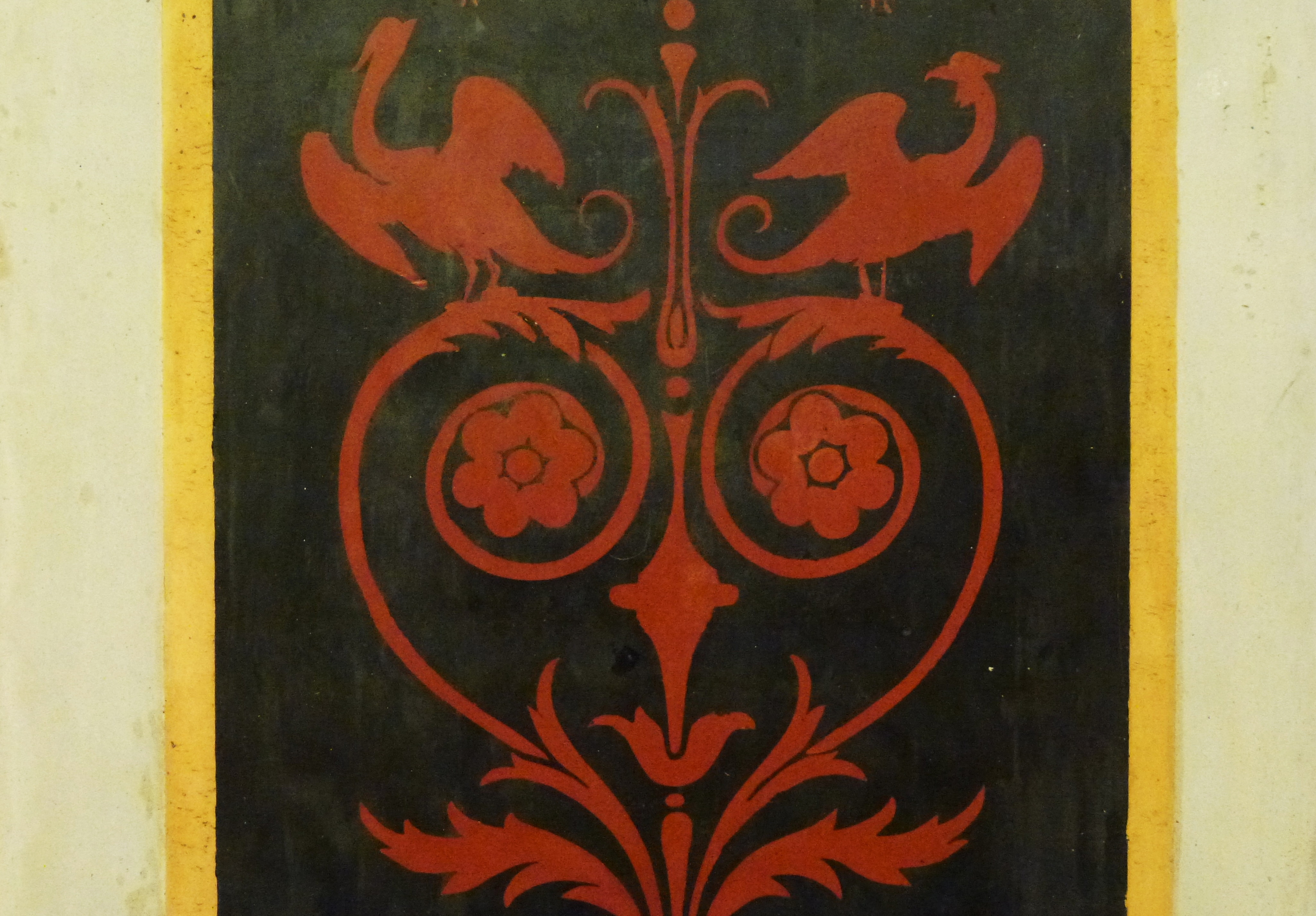
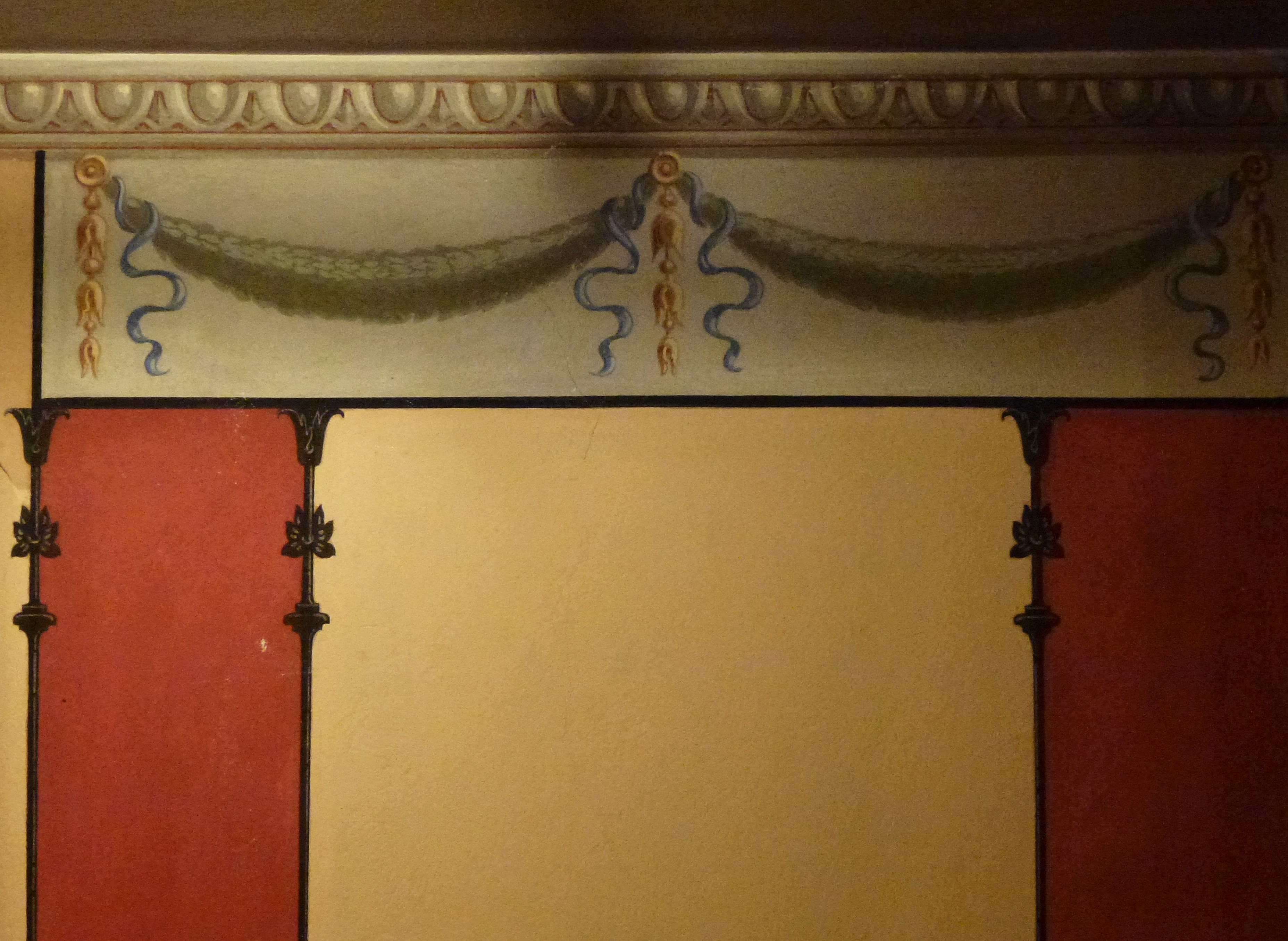